# Batlava (rijeka)
Batlava (ranije Brvenica, alb. Lumi i Batllavës) je rijeka na Kosovu, lijeva pritoka Laba.
Nastaje spajanjem nekoliko vodotoka kod Orlana i teče prema zapadu do Belog Polja, gde se spaja sa Trnavicom i utječe u Lab, južno od Podujeva. Između 1959. i 1963. godine., na rijeci je, u blizini sela Batlava, izgrađena brana, čime je stvoreno akumulacijsko Batlavsko jezero. Duljina joj je 27,2 km, dok je površina porječja 306,8 km2.
U izvorišnom dijelu rijeke nalazi se naselje Brevnik, iznad kojeg se nalaze ostaci stare tvrđave, koju narodna predaja povezuje s Musićima.